# Scarinae
Sous-famille
Les Scarinae sont une sous-famille de poissons marins tropicaux perciformes.

## Liste des genres
- genre Bolbometopon Smith, 1956
- genre Cetoscarus Smith, 1956
- genre Chlorurus Swainson, 1839
- genre Hipposcarus Smith, 1956
- genre Scarus Forsskål, 1775